# Dolmen des Fangeyres
Le dolmen des Fangeyres est un dolmen situé sur la commune de Mercœur dans le département français de la Haute-Loire.

## Protection
Le dolmen est inscrit au titre des monuments historiques par arrêté du 5 janvier 1989.